# Viti (kommunhuvudort)
Viti (albanska: Viti, serbiska: Витина) är en kommunhuvudort i kommunen Komuna e Vitisë i Kosovo. Den ligger i den sydöstra delen av landet, 40 km söder om huvudstaden Pristina. Viti ligger 501 meter över havet och antalet invånare är 46 959.
Terrängen runt Viti är kuperad åt sydost, men åt nordväst är den platt. Runt Viti är det ganska tätbefolkat, med 104 invånare per kvadratkilometer. Närmaste större samhälle är Ferizaj, 17,5 km väster om Viti. Omgivningarna runt Viti är en mosaik av jordbruksmark och naturlig växtlighet.